# Pacha (banda)
Pacha (palabra quechua que significa tierra, mundo, tiempo y espacio) fue una agrupación boliviana de música folklórica formada en 1995 por los integrantes de Los Kjarkas (Elmer Hermosa, Gastón Guardia, Edwin Castellanos y Fernando Torrico). Solo duró un año gozando de grandes éxitos, e incluso se presentaron en el programa de la cantante mexicana Verónica Castro y cantaron una canción con la cantante Daniela Romo. Mezclaron lo folklórico con baladas aunque manteniéndose como canciones bailables. Tras la salida de Edwin Castellanos y Fernando Torrico para formar el dúo Tupay, se desintegró y los demás integrantes decidieron conformar nuevamente Los Kjarkas.

## Producción
En el año 1993, Henry Delgado (Jefe de prensa "Telecentro" y "Radio Centro"), realizó video-clips en las regiones bolivianas, en especial Cochabamba. Pero Yacir Benavires e hijo difundieron las canciones de los Kjarkas y Pacha con la ayuda de Telecentro (ahora canal 4 ATB Red Nacional) se difundió desde el Teatro Achá, en la ciudad de Cochabamba.

## Por un mundo nuevo
La lista de canciones y el orden difieren en varias regiones, dependiendo de sus distribuidores
| Por un mundo nuevo |                                        |                   |                            |          |  |
| N.º                | Título                                 | Escritor(es)      | Intérprete(s)              | Duración |  |
| 1.                 | «Ave de Cristal (Chuntuqui)»           | Gonzalo Hermosa   | Elmer Hermosa              | 4:44     |  |
| 2.                 | «Tiempo al tiempo (Tonada)»            | Ulises Hermosa    | Elmer Hermosa              | 4:07     |  |
| 3.                 | «Al final (Taquirari)»                 | Ulises Hermosa    | Elmer Hermosa Daniela Romo | 4:08     |  |
| 4.                 | «Jilgero Flores (Huayño-saya)»         | Gonzalo Hermosa   | Elmer Hermosa              | 3:39     |  |
| 5.                 | «Sin Ella (Chuntunqui)»                | Edwin Castellanos | Elmer Hermosa              | 2:42     |  |
| 6.                 | «Por un mundo nuevo (Huayño)»          | Gonzalo Hermosa   | Elmer Hermosa              | 3:18     |  |
| 7.                 | «Negrita (Caporal)»                    | Edwin Castellanos | Elmer Hermosa              | 4:49     |  |
| 8.                 | «Son tantas noches (Chuntunqui)»       | Edwin Castellanos | Elmer Hermosa              | 3:47     |  |
| 9.                 | «En la soledad (Chuntunqui)»           | Ulises Hermosa    | Fernando Torrico           | 2:29     |  |
| 10.                | «Picaflor (Chuntunqui)»                | Edwin Castellanos | Elmer Hermosa              | 3:47     |  |
| 11.                | «Puedo vivir sin tu amor (Chuntunqui)» | Ulises Hermosa    | Elmer Hermosa              | 3:45     |  |
| 12.                | «Solo (Chuntunqui)»                    | Ulises Hermosa    | Elmer Hermosa              | 5:58     |  |